# Гардіслебен
Гардіслебен (нім. Hardisleben) — громада в Німеччині, розташована в землі Тюрингія. Входить до складу району Земмерда. Складова частина об'єднання громад Буттштедт.
Площа — 9,42 км2. Населення становить Невірний параметр metadata 16 068 024 ос. (станом на 31 грудня 2021).

## Галерея

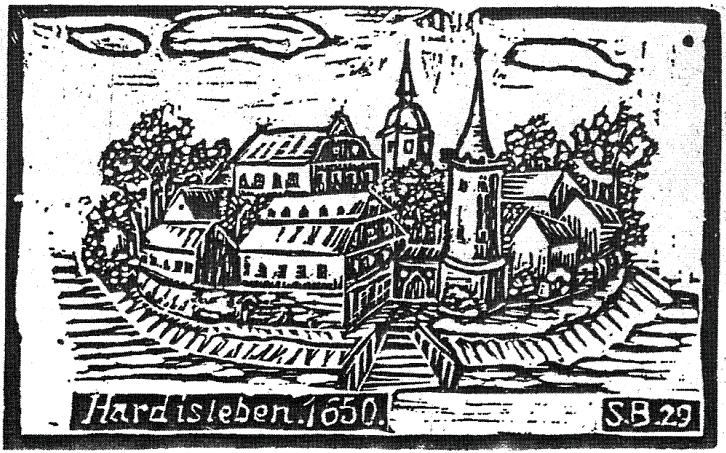
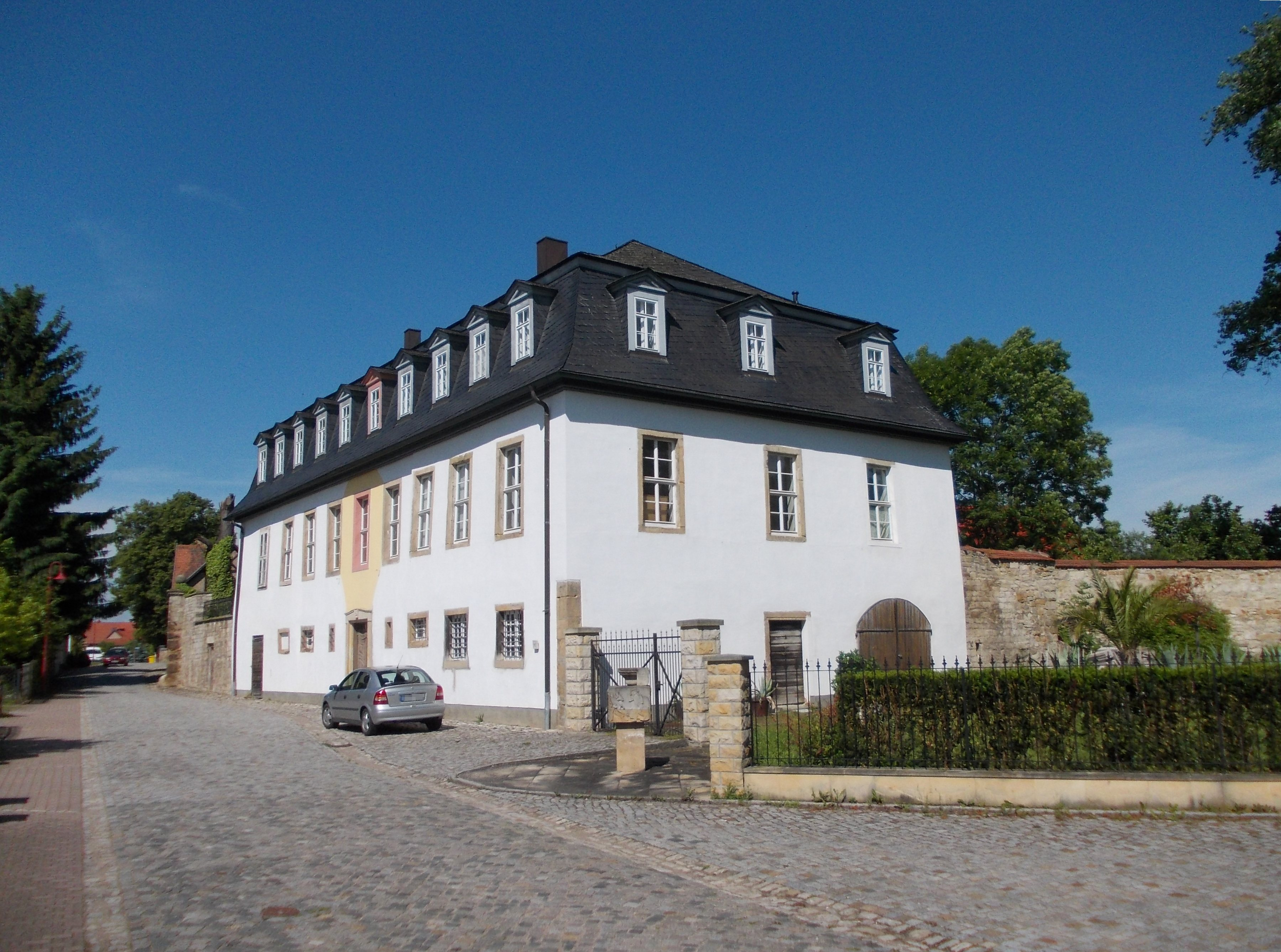
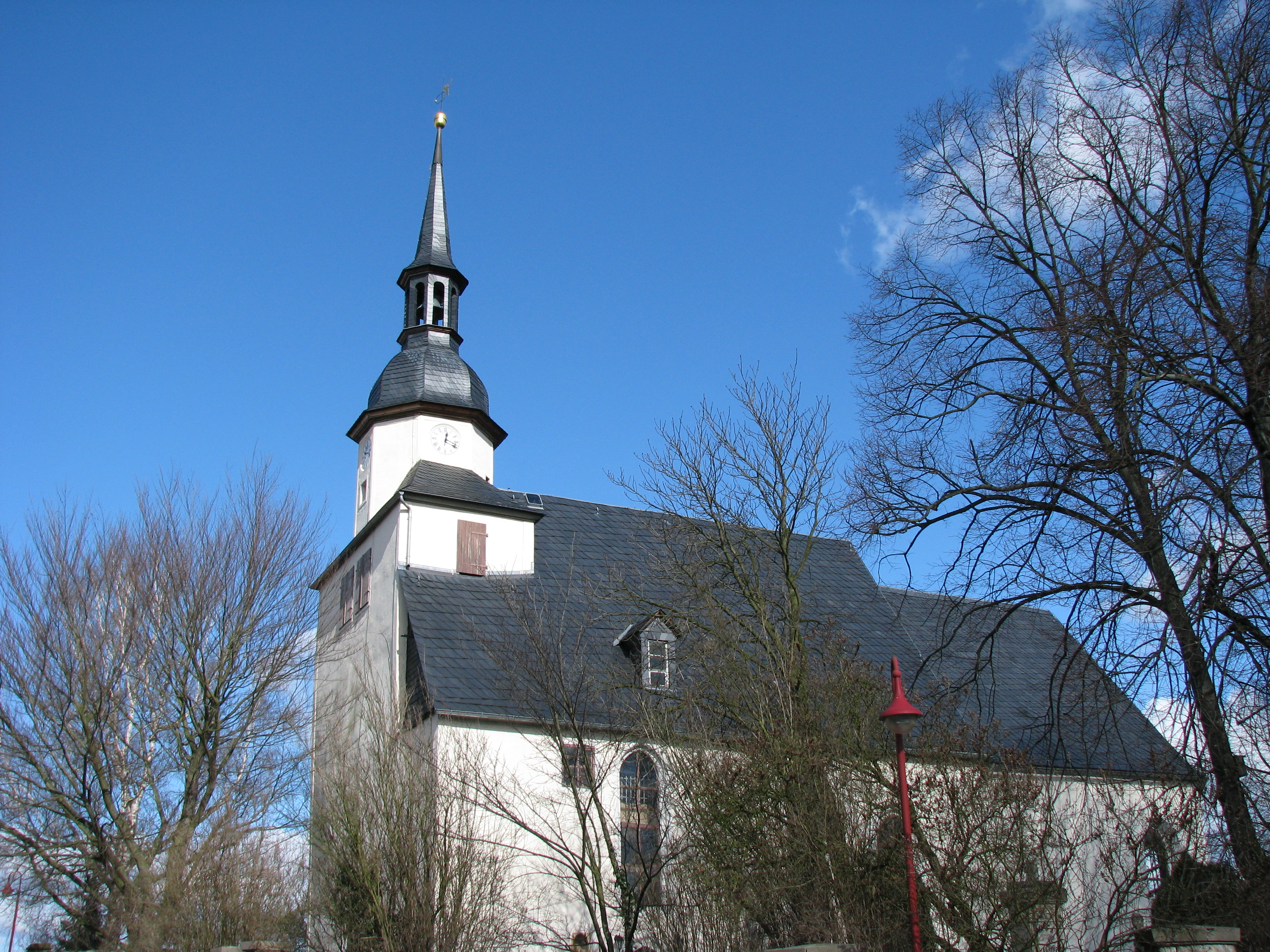
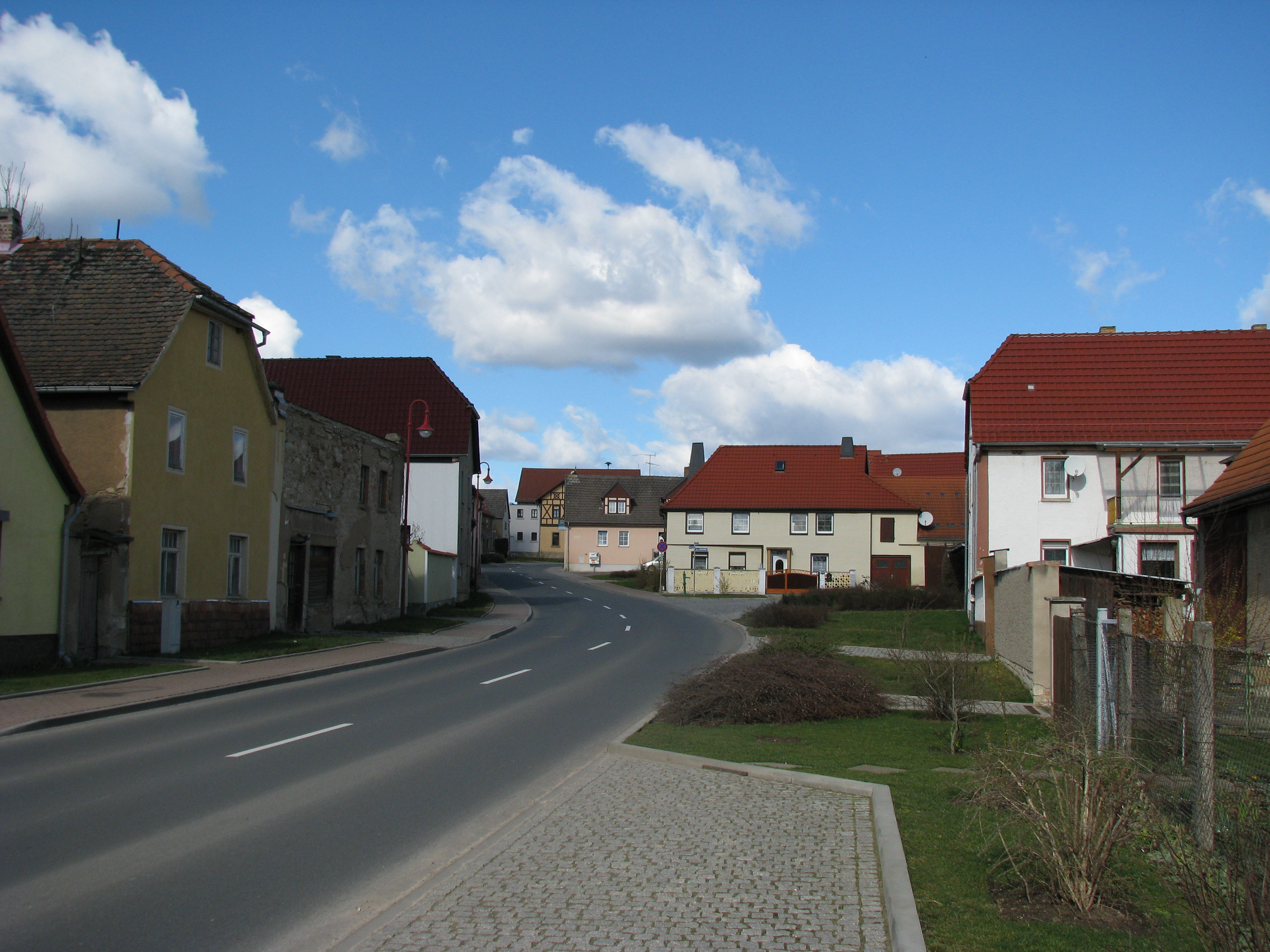
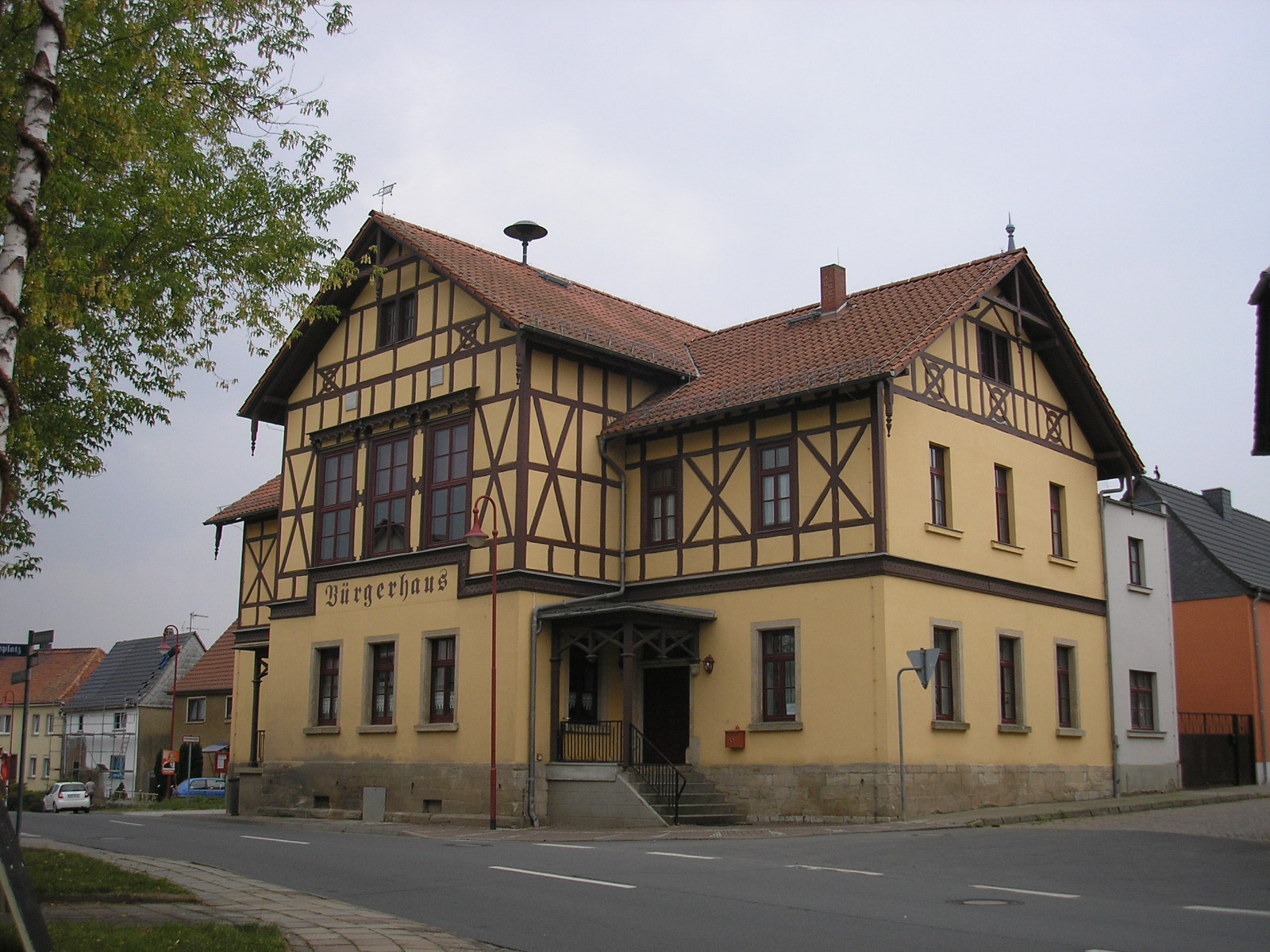